# Porfyrinurie
Porfyrinurie is de aanwezigheid van porfyrines in de urine. Porfyrines zijn een groep biologische kleurstoffen. Ze zijn als groep te beschouwen als afgeleid van porfine. Ze vormen de basis van de respiratoire pigmenten van zowel dieren en planten. Het porfyrine chlorofyl is voor planten nodig voor de productie van zuurstof. Bij de mens wordt hemoglobine gemaakt uit porfyrines, en zijn dus belangrijk voor het transport van zuurstof.
Porfyrinurie kan verkleuring van de urine geven, en lijken op bloedplassen (hematurie). Voorbeelden van porfyrinurie zijn bijvoorbeeld bij het eten van bieten en gebruik van sommige geneesmiddelen, en bepaalde vormen van porfyrie (waarbij de stofwisseling van porfyrines gestoord is).
De aanwezigheid van porfyrines in het bloed noemt men porfyrinemie. Dit hoog gehalte aan porfyrines in het bloed wordt voornamelijk veroorzaakt door hemolyse van de erytrocyten of erytropoëtische stoornissen ter hoogte van het beenmerg.